# John Farquhar Munro

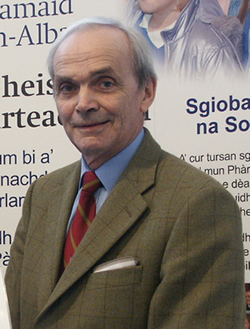
John Farquhar Munro

John Farquhar Munro (* 26. August 1934 im Tal Glen Shiel, Schottland; † 26. Januar 2014) war ein schottischer Politiker und Mitglied der Liberal Democrats.
Munro besuchte die Plockton High School und das Merchant Marine College in Gloucestershire. Zwischen 1966 und 1975 war Munro Ratsmitglied von Inverness-shire und von 1974 bis 1996 Mitglied des Distriktrates von Skye and Lochalsh. Parallel dazu saß Munro von 1978 bis 1982 sowie zwischen 1994 und 1999 im Regionalrat von Highland.
Erstmals trat Munro bei den Schottischen Parlamentswahlen 1999 zu nationalen Wahlen an. Er kandidierte im Wahlkreis Ross, Skye and Inverness West und konnte das Direktmandat knapp vor dem Labour-Kandidaten und ehemaligem Sänger der Band Runrig, Donnie Munro, erringen. Er zog in das neugeschaffene Schottische Parlament ein und konnte bei den folgenden Parlamentswahlen 2003 und 2007 sein Mandat verteidigen. Zu den Parlamentswahlen 2011 trat Munro nicht mehr an.
Munro leistete wichtige Beiträge zur Abschaffung der Brückenmaut der Skye Bridge und zur Wiederbelebung der schottisch-gälischen Sprache. Seine Unterstützung des SNP-Politikers Alex Salmond für eine zweite Amtszeit als First Minister bei den Parlamentswahlen 2011 sorgte für Aufsehen. Munro relativierte seine Aussage jedoch dahingehend, dass er bei den anstehenden Wahlen trotzdem für die Liberal-Demokraten und nicht für die SNP stimmen werde.